# Саломон II
Саломон II — негус Ефіопії.

## Правління
Саломона імператором зробили рас Хайле Йосадік, деджазмач Ванд Бевсоссен і деджазмач Кенфу Адам після усунення від влади Текле Гайманота II. Одним із першим рішень нового імператора була серія призначень: Кенфу Адам став губернатором Дамоту, Ванд Бевсоссен — губернатором Бегемдеру, деджазмач Гайлу Адара — губернатором Горджаму, деджазмач Гайлу Еште — губернатором Сем'єну.
Незважаючи на угоду основних дворянських родин імперії щодо підтримки Саломона на престолі, Салассіє Барія визволив з в'язниці Текле Гійоргіса та проголосив його претендентом на трон. У відповідь Саломон виступив з Гондера. Після цього Текле Гійоргіс утік до Тиграю, де, за чутками, зібрав значне військо. Утім був переможений та повернувся до в'язниці.
В результаті чергової змови аристократів у провінції Дамот зібрались чинний імператор і Текле Гійоргіс. 17 липня 1779 року останнього було проголошено новим імператором, а Саломон став ченцем.